# Pompiey
Pompiey är en kommun i departementet Lot-et-Garonne i regionen Nouvelle-Aquitaine i sydvästra Frankrike. Kommunen ligger i kantonen Lavardac som tillhör arrondissementet Nérac. År 2022 hade Pompiey 213 invånare.

## Befolkningsutveckling
Antalet invånare i kommunen Pompiey
| Referens: INSEE |